# Intel GMA

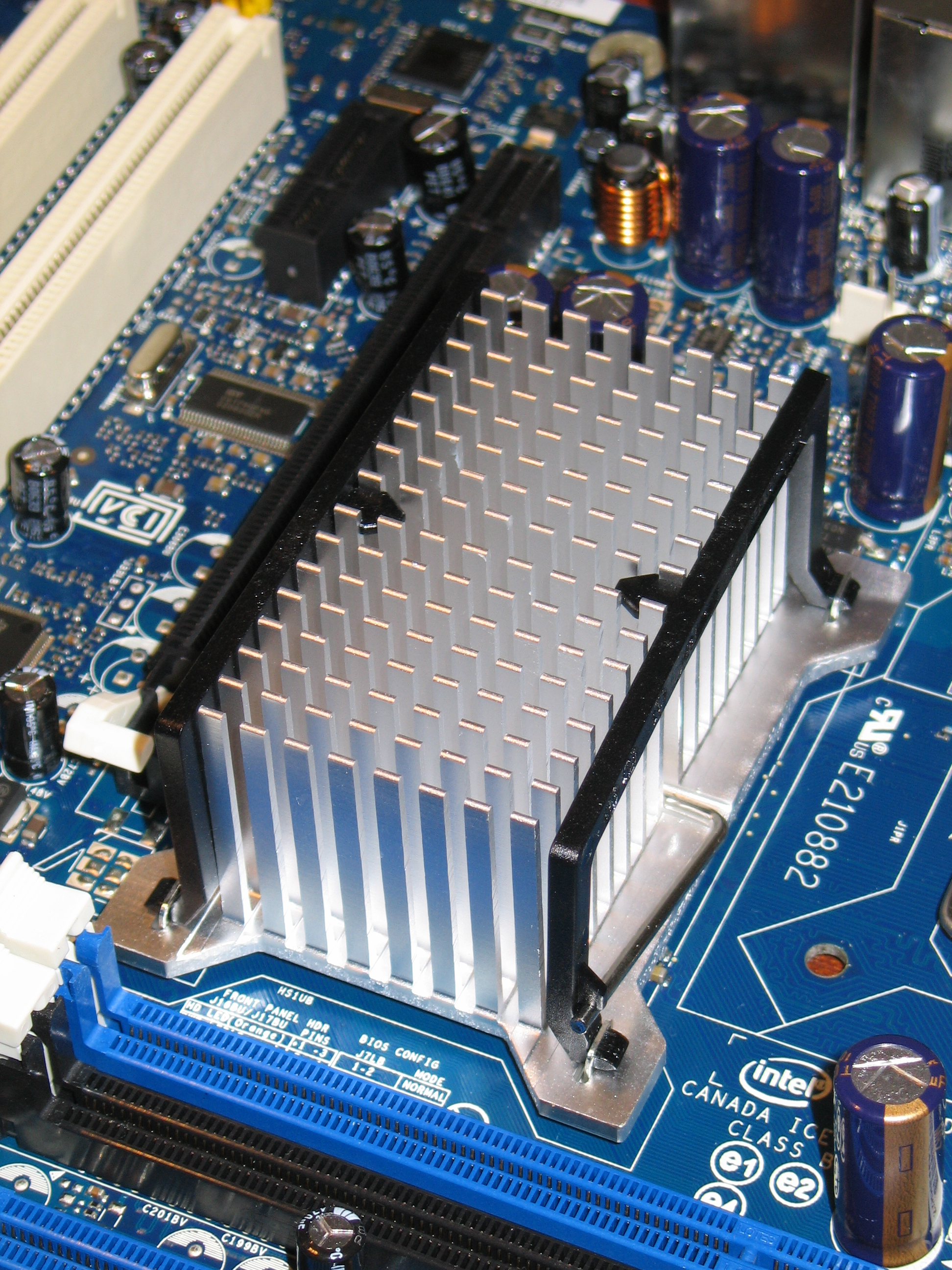
En kylfläns till ett Intel GMA på ett ATX-moderkort

Intel GMA är en serie grafikkretsar utvecklade av det amerikanska företaget Intel. Grafikkretsen återfinns som en integrerad komponent i lågprisdatorer som en kostnadsreducerande lösning.